# Macromitrium soulae
Macromitrium soulae là một loài Rêu trong họ Orthotrichaceae. Loài này được Renauld & Cardot mô tả khoa học đầu tiên năm 1891.